# De Haagse Hogeschool - Faculteit TIS

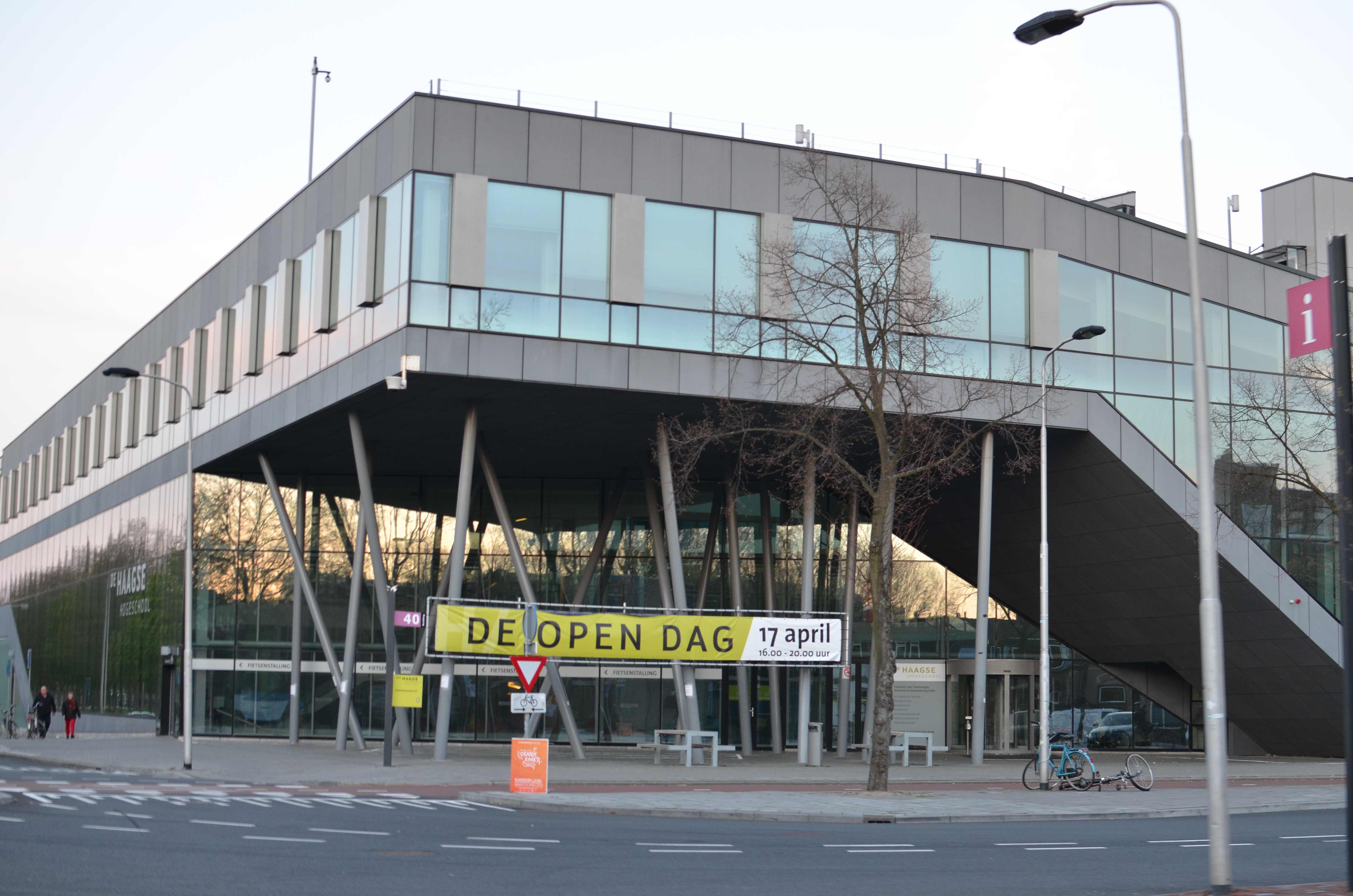
Haag Hogeschool vestiging in Delft

De Haagse Hogeschool Faculteit TIS (Technologie, Innovatie & Samenleving) is een technische hogeschool op de campus van de TU-Delft. Voorheen stond deze bekend als de Technische Hogeschool Rijswijk (TH Rijswijk) wat een zelfstandige technische hogeschool in Rijswijk was. Sinds 2003 maakt het onderdeel uit van De Haagse Hogeschool. 

## Geschiedenis

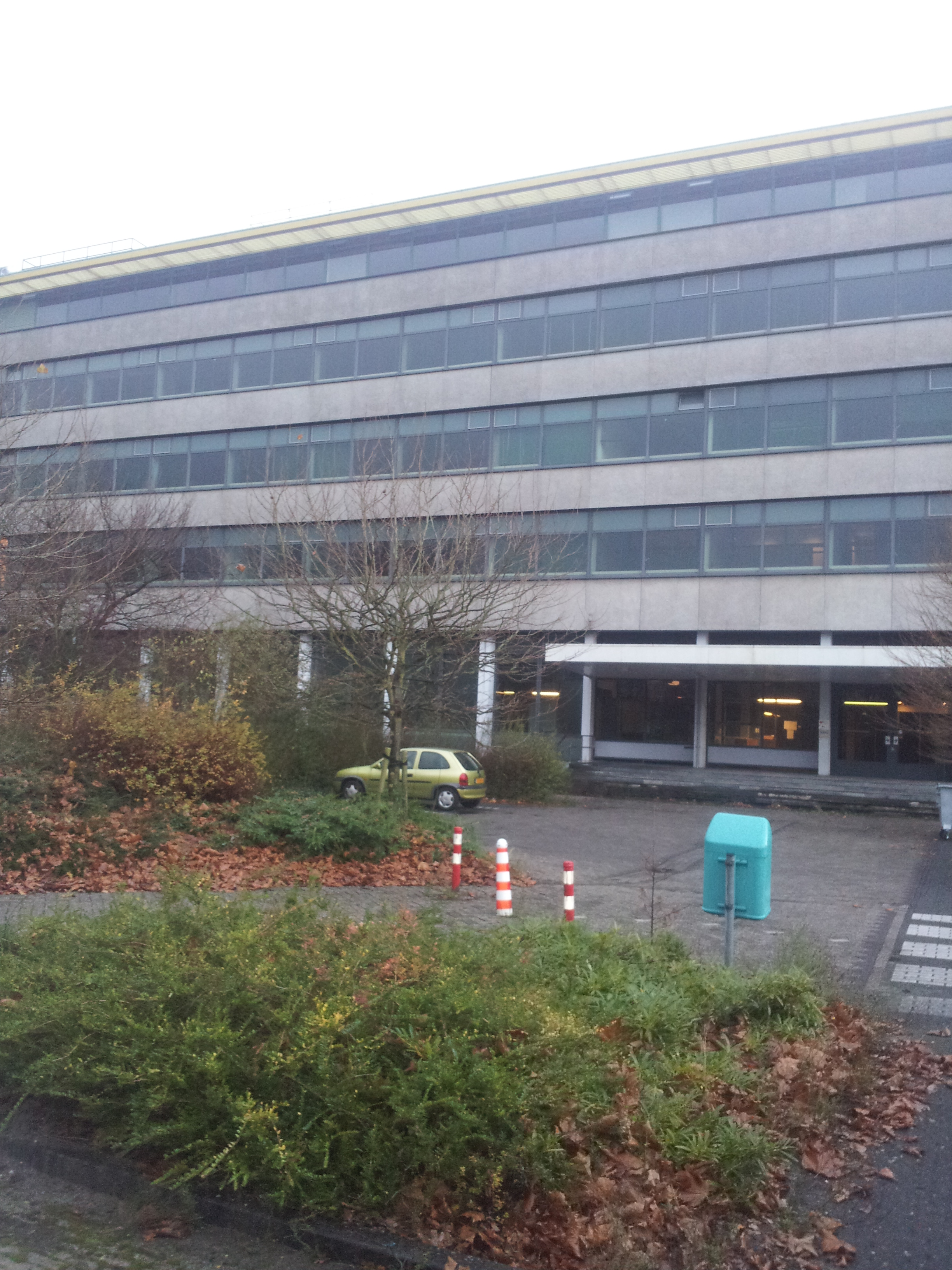
Voormalige vestiging aan de Lange Kleiweg, Rijswijk

De hogere beroepsopleiding was onder de naam RK HTS Rijswijk oorspronkelijk gevestigd in het schoolgebouw aan de Lange Kleiweg in Rijswijk. Hier werden vele decennia technische opleidingen op het gebied van werktuigbouwkunde, elektrotechniek, technische bedrijfskunde en technische natuurkunde aangeboden. In latere jaren werden de examenrichtingen uitgebreid.

## Fusie
In 2003 werd de hogeschool een onderdeel van De Haagse Hogeschool. Tot 2006 stond de school bekend als De Haagse Hogeschool / TH Rijswijk. Na 2006 verviel het achtervoegsel en werd het de facto een onderdeel met enkel de naam De Haagse Hogeschool. In september 2009 verhuisde de opleiding naar de nieuwe locatie op de campus van de Technische Universiteit Delft. De naam werd nu gewijzigd in De Haagse Hogeschool Vestiging Delft. Deze vestiging huisvest Faculteit Technologie, Innovatie & Samenleving, ofwel de TIS.

## Opleidingen
Er worden zeven technische opleidingen op hbo-niveau aangeboden:
- Elektrotechniek
- Mechatronica
- Technische Bedrijfskunde
- Technische Natuurkunde
- Toegepaste Wiskunde
- Werktuigbouwkunde
- Master Next Level Engineering

## Verenigingen
Binnen de faculteit bevinden zich de volgende studie- en studentenverenigingen:
| Vereniging                                  | Type                | Opleiding                |
| ------------------------------------------- | ------------------- | ------------------------ |
| Ångström                                    | Studievereniging    | Technische Natuurlunde   |
| Impuls                                      | Studievereniging    | Werktuigbouwkunde        |
| Kybernetes                                  | Studievereniging    | Mechatronica             |
| Rheon                                       | Studievereniging    | Elektrotechniek          |
| Equinox                                     | Studievereniging    | HBO-ICT                  |
| Bedrijfskundig Genootschap Delft (BG Delft) | Studievereniging    | Technische Bedrijfskunde |
| Fibonacci                                   | Studievereniging    | Toegepaste Wiskunde      |
| Nova                                        | Studentenvereniging | -                        |